# Château d'Anthon
Le château d'Anthon est situé dans la commune d'Anthon, en France.

## Situation
Le château est situé dans la commune d'Anthon, dans le département de l'Isère et la région Auvergne-Rhône-Alpes. 

## Historique
Les vestiges du château, datent du XIIe siècle, à un emplacement occupé déjà par une motte castrale et en époque gauloise et puis romaine. Il subsiste des restes du mur d'enceinte et l'arche de la porte principale, et des vestiges de l'ancienne chapelle,, près de la confluence entre le Rhône et l'Ain. Le château d'Anthon est connu pour la bataille d'Anthon.